# Metriocnemus fletcheri
Metriocnemus fletcheri är en tvåvingeart som beskrevs av Freeman 1956. Metriocnemus fletcheri ingår i släktet Metriocnemus och familjen fjädermyggor.
Artens utbredningsområde är Tanzania. Inga underarter finns listade i Catalogue of Life.